# Рогоз (Алба)
Рогоз (рум. Rogoz) — село у повіті Алба в Румунії. Входить до складу комуни Албак.
Село розташоване на відстані 329 км на північний захід від Бухареста, 61 км на північний захід від Алба-Юлії, 62 км на південний захід від Клуж-Напоки.

## Населення
За даними перепису населення 2002 року у селі проживали 146 осіб, усі — румуни. Усі жителі села рідною мовою назвали румунську.